# Стахиоза
Стахио́за (маннеотетроза, дигалактозилсахароза) — невосстанавливающий тетрасахарид, состоящий из двух остатков галактозы, одного глюкозы и одного фруктозы. Впервые была получена из клубней чистеца клубненосного (Stachys tuberifera L.). На данный момент является единственным хорошо исследованным углеводом из группы тетрасахаридов с точно установленным строением молекулы.

## Строение молекулы
Молекула стахиозы состоит из двух остатков α-D-галактозы, одного α-D-глюкозы и одного β-D-фруктозы и в химическом отношении представляет собой дигалактозид сахарозы (α-D-галактопиранозил-(1-6)-α-D-галактопиранозил-(1-6)-α-D-глюкопиранозил-(1-2)-β-D-фруктофуранозид).

## Свойства
Бесцветное растворимое в воде кристаллическое вещество сладковатого вкуса. Водный раствор стахиозы обладает оптической активностью (вращает плоскость поляризации вправо).
Стахиоза не обладает восстанавливающими свойствами. Под действием ферментативного гидролиза при помощи инвертазы стахиоза расщепляется на D-фруктозу и трисахарид маннеотриозу, которая обладает восстанавливающими свойствами и в результате кислотного гидролиза превращается в D-глюкозу и две молекулы D-галактозы.

## Биологическая роль, получение и применение
Стахиоза является одним из резервных углеводов, содержащихся в семенах, луковицах и корнях некоторых растений, в том числе в представителях семейств бобовых (фасоль, соя, клевер), розовых, яснотковых и др. Стахиоза может служить в растительных клетках как донором, так и акцептором остатка галактозы в реакциях трансгликозилирования углеводов.
У представителей рода виноград (Vitis) стахиоза служит формой для транспорта ассимилятов. Синтезируется она в клетках мезофила листа, после чего поступает во флоэму и по ситовидным трубкам поступает в различные части растения. Стахиоза играет важную роль в реакциях низкотемпературного закаливания лозы винограда.
Источником получения стахиозы служит сок клубней чистеца клубненосного, соевая мука и неочищенный свекловичный сахар. Из очищенных концентрированных растворов этих продуктов стахиозу осаждают спиртом или гидроксидом бария (в виде стахиозата бария).